# 필리핀 제4공화국
필리핀 제4공화국 또는 마르코스 독재정권은 1965년에서 1986년까지 존속한 페르디난드 마르코스 대통령 수반의 공화국이다.